# Megaselia bivesicata
Megaselia bivesicata är en tvåvingeart som beskrevs av Schmitz 1931. Megaselia bivesicata ingår i släktet Megaselia och familjen puckelflugor. Inga underarter finns listade i Catalogue of Life.